# Großrückerswalde
Großrückerswalde est une commune de Saxe (Allemagne) située dans l'arrondissement des Monts-Métallifères, dans le district de Chemnitz.

## Personnalités liées à la ville
- Rudolf Mauersberger (1889-1971), chef de chœur né à Mauersberg.
- Erhard Mauersberger (1903-1982), chef de chœur né à Mauersberg.